# Shakugan no Shana
Shakugan no Shana (灼眼のシャナ Shakugan no Shana?, lit. Shana de los ojos ardientes), también conocido simplemente como Shana, es una serie de novelas ligeras, escritas por el novelista Yashichirō Takahashi e ilustradas por Noizi Ito. La historia se centra en Sakai Yūji, un ordinario estudiante de preparatoria que inadvertidamente se involucra en una guerra perpetua entre las fuerzas del equilibrio y desequilibrio. En el proceso, se hace amigo de una joven que lucha para mantener el equilibrio entre los dos mundos de "Shana". La serie incorpora una serie de elementos en su historia como la ciencia ficción, fantasía, y recuentos de la vida. Shakugan no Shana comenzó como una serie de novelas ligeras primeramente serializadas en la revista Dengeki Bunko de MediaWorks, con la primera novela completa siendo publicada el 10 de noviembre del 2002 en Japón. Una adaptación a serie de manga con ilustraciones de Ayato Sasakura, fue también serializada en Dengeki Daioh en febrero de 2005. Hasta la fecha, se han publicado veinte novelas ligeras y tres volúmenes de manga. La más reciente novela ligera, XVII, fue lanzada en Japón el 10 de noviembre de 2008. Una adaptación a serie de anime producida por el estudio J.C.Staff fue estrenada el 6 de octubre de 2005. Un videojuego salió a la venta en marzo de 2006 para PlayStation 2, seguido por otro para Nintendo DS en marzo de 2007. Adaptaciones adicionales al anime incluyen un OVA de treinta minutos y una película que fue estrenada en los cines en abril de 2007. Una segunda temporada fue anunciada con el título Shakugan no Shana Second, que comenzó a transmitirse en Japón el 5 de octubre de 2007.
Viz Media anunció en la Convención Internacional de Cómics de San Diego de 2006 que había licenciado tanto las novelas ligeras como el manga. Adicionalmente, Geneon ha licenciado la primera temporada del anime en Estados Unidos y el primer DVD fue puesto en venta el 5 de septiembre de 2006. Debido a que Geneon se retiró del mercado, Funimation continuará con la distribución del anime en Estados Unidos.
En abril de 2020 se comenzó a publicar en la revista Dengeki Bunko Magazine una secuela de la novela original, titulada Shakugan no Shana: Kino no ryo The Beautiful World (灼眼のシャナ: キノの旅 「The beautiful World」 Shakugan no Shana: Kino no ryo The beautiful World?) , también escrita por Yashichirō Takahashi e Ilustrada por Noizi Ito.

## Argumento
Yūji Sakai es un estudiante normal de preparatoria del Instituto Misaki, y se encuentra en serios aprietos cuando se ve atrapado en una batalla contra un "Guze no Tomogara", seres devoradores de almas. Sin embargo, es salvado dramáticamente por una Neblina Llameante llamada "La cazadora de cabellos llameantes y ojos ardientes" (Shana) que le cambia por completo su vida cuando el chico se entera de que ya había muerto... su "yo" ya había sido devorado, que él era una antorcha,  los restos de su alma, y que iba a desaparecer sin dejar rastro. En ese momento entabla una complicada relación con aquella chica a quien él osadamente llamó Shana. Ella se ve obligada a proteger al chico cuando se enteran de que este es un Mistes, una "antorcha" única que encierra un tesoro en su interior, de ahí comienza una difícil batalla contra los "Guze no Tomogara" por proteger el tesoro que carga Yūji y la ciudad en la que todos viven de una devastación casi inminente, mientras tanto Shana no sabe como arreglárselas para encajar en la vida del estudiante de preparatoria.

## Personajes
Yūji Sakai (坂井悠二 Sakai Yūji?)
Seiyū: Satoshi Hino
El personaje principal de la historia. Es tan solo un chico común pero su mundo cambia totalmente cuando descubre que en realidad no es el verdadero Yūji, ya que este está muerto desde un tiempo indeterminado y él es solo una antorcha, una copia temporal creada para amortiguar el impacto de la desaparición del verdadero Yūji de esta realidad; por lo que es cuestión de tiempo para que desaparezca de este mundo. Sin embargo, él es una Antorcha Mistess. Distinto a las otras Antorchas, encierra dentro de sí un Hōgu (un tesoro, que puede proporcionar habilidades especiales o encerrar Hechizos sin Restricción), que permite que su llama se re-encienda a sí misma a la media noche. Su Hōgu, llamado Reiji Maigo (零時迷子 "Niño perdido en la media noche"?), le permite seguir viviendo. A pesar de que sabe que puede morir y ser olvidado, es muy amable y pone siempre a los demás antes que a sí mismo. Esto causa que Shana se enfade con él pero a la vez se sienta atraída por su comportamiento diferente al de otras antorchas. Al principio de la serie no siente ningún tipo de atracción hacia Shana pero conforme avanza la historia se nota más cariñoso con ella, llegando al punto de desarrollar sentimientos de amor.  
Shana (シャナ?) / "La cazadora de cabello llameante y ojos rojos ardientes" (炎髪灼眼の討ち手 Enpatsu Shakugan no Uchite?)
Seiyū: Rie Kugimiya
El personaje femenino principal y la Flame Haze (Neblina Llameante) que supuestamente protege a Yūji. Aunque puede parecer en un comienzo desinteresada de todo más allá de su deber como neblina de llama, incluso carece de conocimientos acerca de los sentimientos o el comportamiento humano ya que solo fue entrenada para la batalla. Al principio trata mal a Yūji e incluso lo golpea ya que en un inicio solo lo ve como un objeto, al ser este una antorcha, poco a poco se va abriendo a Yūji y finalmente este empezará a agradarle, hasta llegar a enamorarse de él. En varios momentos de la historia se puede ver como, en su descubrimiento por los sentimientos hacia Yūji, muestra sus celos al tratar de alejarlo de Kazumi cuando esta quiere acercarse a él. Yūji la nombra "Shana" por el nombre de la espada que ella utiliza (Nietono no Shana), que se traduce como Vairocana del cuarto de ofrendas.
Alastor (アラストール?) / "La Llama Celestial" (「天壌の劫火」 "Tenjō no Gōka"?)
Seiyū: Masashi Ebara'
Llamado La Llama del Cielo, es un poderoso Rey de Guze, el "Dios de la expiación" el cual hizo un contrato con Shana para ser su guía, manifestado bajo forma de rubí en su colgante. Si se llega al extremo de invocarlo en este mundo su contratista muere debido al enorme poder de existencia que Alastor posee. Alastor siempre actúa como un padre dándole consejos a Shana, siempre intentando guiarla por el mejor camino, aunque también ayuda a Sakai ya sea diciéndole en que mejorar o explicándole para que comprenda mejor la situación, de hecho es la voz de la razón ya que siempre logra calmar tanto a Carmel o Margery, entre otros. Él es uno de los primeros que se da cuenta de la gran importancia que Yuuji tiene en la vida de todos ellos, ya sea en las peleas o en el compartir de los días, además de ser consciente de los sentimientos que tenía Shana hacia él, de hecho Alastor es quien apoya esa relación en determinado momento.
Hayato Ike (池速人 Ike Hayato?)
Seiyū: Hirofumi Nojima
Es el mejor amigo de Yūji. También es el mejor de la clase, al punto de que ya asiste algunas veces a clases preparatorias para la universidad. Le gusta Kazumi aunque en un comienzo la ayuda a conquistar a Yūji, pero a medida que más la ayuda y comparte con ella, más se va enamorando de ella, llegando a sentirse triste cuando lograba guiarla hacia Yūji.
Yukari Hirai (平井ゆかり Hirai Yukari?)
Seiyū: Masumi Asano
Le gusta Ike, pero también le cae muy bien Yūji. Es comida por un Rinne al principio de la serie, y desaparece de este mundo, pero Shana toma su lugar ante los demás irrumpiendo en su existencia, quienes la ven como Hirai.
En el episodio final de la temporada 3, en el ending, se puede ver que Hirai es revivida pero en la foto que está en su maletín, solo se puede ver a Ike y ella (Antes eran Sakai, Ike y ella, pero debido al deseo de Sakai de crear Xanadu, el desaparece, dejando a ellos dos)
Kazumi Yoshida (吉田一美 Yoshida Kazumi?)
Seiyū: Ayako Kawasumi
Su mejor amigo, Ike, la ayuda, pero, percibe que Shana es algo más que solo la amiga de Yūji. Se ve involucrada en el mundo de los Guze no Tomogara y las Flame Haze cuando Khamsin Nbh'w, el "Movilizador de equipo ceremonial", llega a Ciudad Misaki con el propósito de afinar la distorsión creada por los Tomogara. Allí le entrega un Hōgu similar un monóculo, con el cual es capaz de detectar quién es una antorcha y quién no. Así se entera de que Yūji era un Mistess.
Margery Doe (マージョリー・ド?) / "Intérprete de la Condolencia" (「弔詞の詠み手」 "Chōshi no Yomite"?)
Seiyū: Hitomi Nabatame
Una Flame Haze que sigue sus propios ideales respecto a lo que es un Flame Haze, no lucha contra los Tomogara para proteger y mantener el equilibrio del mundo, sino que impulsada por su odio solo desea destruirlos a todos; busca al "Plateado" para vengarse y asesinarlo. Ella hizo el pacto con Marcosius, el colmillo de la devastación, como equipo fueron denominados los "Fanáticos por las Batallas". Después de su primera batalla con Shana conoció a Tanaka y Satō y estos la llevaron "indirectamente" a vivir a casa de Keisaku ("indirectamente" porque solo pretendía encontrar un buen bar). Desde entonces sigue viviendo en su casa.
En casi toda la serie, se la suele ver bebiendo y como consecuencia, terminar borracha.
Marcosius (マルコシアス?) / "Colmillo de la Devastación" (「蹂躙の爪牙」 "Jūrin no Sōga"?)
Seiyū: Mitsuo Iwata
El guía de Margery, caballero del Reino Carmesí, un divertido y alocado libro. Su llama es de color azul cobalto. Casi siempre es golpeado por Margery debido a sus comentarios innecesarios/de más.
Wilhelmina Carmel (ヴィルヘルミナ・カルメル?) / "Manipuladora de objetos" (「万条の仕手」 "Banjō no Shite"?)
Seiyū: Shizuka Ito
Maestra de Shana, una Flame Haze. Se separa de Shana cuando ella realiza su contrato con la Llama del Cielo, Alastor. Se reencuentran porque llegó a Ciudad Misaki con la misión de destruir a Yūji, que dentro tiene el Reiji Maigo, el objetivo que tiene Bal Masqué. Presiente que Shana se ha enamorado de él. También conocida como la manipuladora de los objetos, realizó un contrato con Tiamat, una Rey de Guze, conocida como la Corona Ilusoria. Posee un Hōgou llamado Persona, un velo hecho de cintas blancas las cuales componen todos sus ataques. Una vez que acepta Yūji comienza a conocerlo más, llegando a tratar a su madre quien le guarda un gran aprecio por sus consejos e incluso llega a entrenar a Yūji, dándose cuenta de sus habilidades.
Rammie
Conocido como "el recolector de cuerpos" o el "órgano en espiral", es el mejor hechicero de todo Guze. Llega a Misaki siendo perseguido por Margery y Marcosius. A diferencia del resto de los Tomogara, no representa un peligro para el equilibrio del mundo ya que se alimenta de Antorchas que están a punto de consumirse. Esa misma característica es la que lo lleva a ser perseguido por "Friagne, el cazador", otro Tomogara cuyos planes se veían afectados si las antorchas de la ciudad desaparecían. Rammie se cruza accidentalmente con Sakai Yūji. Allí le revela que es una Antorcha, Rammie no lo devora porque su luz era brillante todavía, y le revela los verdaderos planes de Friagne. Él va por el mundo, adoptando diferentes nombres y máscaras, para reunir la suficiente cantidad de poder de existencia para realizar un propósito que para él vale toda una vida. Parece ser que Rammie y Alastor son viejos conocidos.
Hecate / Itadaki no Kura (頂の座」ヘカテー Amo del trono?)
Seiyū: Mamiko Noto
Miembro de la Trinidad del Bal Masqué, conocida como "La sacerdotisa" o "la guardiana del trono". Ella también controla los movimientos del Seireiden, la base de Bal Masqué. Una muchacha pálida, pequeña con capa blanca y sombrero, no habla mucho. Sydonay parece quererla mucho. Bel Peol siempre la menciona teniendo la "existencia eterna". Su posición es muy importante con respecto a lo que el Bal Masqué planea hacer con Reiji Maigo, tomando el poder de este y lo mandará a todo el Seireiden. Ataca y lanza hechizos utilizando su Hōgu, un báculo llamado "Trigon". Ella ansía sentirse "completa", y trata de hacerlo usando los sentimientos de Yūji, pero este le dice que uno no puede estar completo si para ello emplea los sentimientos de otra persona, que a pesar de llenarse con ellos estaba tan vacía como al principio.
Keisaku Satou (サト ケイサク Satō Keisaku?)
Seiyū:Kenji Nojima
Él es uno de los ayudantes de Margery Daw. Sus padres están en el extranjero por lo cual el debe vivir solo en su casa. Se decía que era un delincuente juvenil hasta que conoce a Eita y se reivindica. Suele actuar como si no le importaran los asuntos de Margery aunque en realidad él se preocupa mucho, al punto de querer ir con ella y con Marcosius cuando ellos abandonen la ciudad. Es el mejor amigo de Eita. 
Eita Tanaka (田中栄太 Tanaka Eita?)
Seiyū:Takayuki Kondou
Es el otro ayudante de Margery (en la llama Ane-san). Está enamorado de Ogata, por lo cual actúa un poco torpe cuando la ve (en especial después de que Ogata le confesara su amor). A diferencia de Keisaku al principio, el ayudó a Margery porque quería. Es una persona amable y de buen corazón que se preocupa por los demás.
Ogata Matake (緒方真竹 Matake Ogata?)
Seiyū: Yumiko Kobayashi
Es una chica energética y muy vivaz. Está enamorada de Eita, por lo cual le surgen celos cuando ve o escucha a Eita hablando de Margery. Es amiga de Kazumi a quien siempre está alentando. Esta en la misma clase que Yuji y Shana. Siempre suele tener una gran sonrisa en su rostro.
Khamsin Nbh'w (カムシン・ネブハーウ Kamushin Nebuhāu?) / Afinador vestido ritualmente (儀装の駆り手 Gisō no Karite?)
Seiyū: Junko Minagawa
Es un Flame Haze conocido como el "Afinador Vestido Ritualmente" y también como uno de los viejos. Lleva unos tubos de metal en su espalda lo cual lo ayuda a afinar y reparar las distorsiones creadas por un Guze no Tomogara o por un Rinne. Él le entrega un monóculo a Yoshida para que pueda ver quien es una Antorcha y quien no, a cambio de que acepte ayudarla. Es contratista de Behemot, "el Pico Agudo Inquebrantable".
Sydonay Metamorfosis (シュドナイ?) Senpen (「千変」シュドナイ "Mil cambios"?)
Seiyū:Kenta Miyake
General del ejército de Bal Masque, Es uno de sus líderes, junto a Bel Peol y Hecate. Se dedica a proteger a quien lo contrate. Archienemigo de Margery (además del Plateado). Tiene la Habilidad de convertirse totalmente o una parte de su cuerpo en cualquier criatura aunque por lo general míticas, también usa como arma un Hōgu con forma de lanza la cual puede incluso aumentar a tamaños gigantescos. Metamorfosis es realmente fuerte ya que incluso logró derrotar a uno de los cuatro Dioses de la Tierra en la Guerra. Tenía sentimientos hacia Hecate aunque no se aclara del todo de que tipo.
Bel-Peol (ベルペオル?) / Gyakuri no Saisha (「逆理の裁者」ベルペオル?  "Juez del razonamiento inverso")
Seiyū:Sayaka Ohara
Es una mujer tríclope, la estratega del ejército de Bal Masque. Jefa del Investigador que Busca; su principal misión en la primera parte es vigilar a las Flame Haze y enviar Guze no Tomogara para exterminarlas. Ataca utilizando un Hōgu llamado "Tártaros", con forma de cadena. Es la mejor estratega entre todos los personajes ya que sus planes y predicciones siempre acertaban. En la novela y el manga su cabello es castaño oscuro, mientras que en el anime es rojo.
Sairei no Hebi (聖隷ない蛇 "Serpiente del carnaval"?)
También llamado "Dios de la creación", es el maestro y líder del Bal Masqué y de los Tomogaras. Luego de miles de años de ser desterrado y mandado al peor sitio que puede ser mandado un Dios logra volver al mundo. A pesar de ser reconocido como un Dios Oscuro curiosamente el solo despierta y actúa siempre que alguien fuerte o muchos tengan un deseo en común.

## Adaptaciones

### Novelas
Hasta ahora se han publicado 22 novelas ligeras de Shakugan no Shana. Están enumeradas con números romanos desde el I hasta el XXII. Aunque existen volúmenes con los símbolos 0, S y SII. Estos volúmenes son historias cortas que tratan de la vida de los personajes. El último volumen de Shakugan no Shana, el número XXII, fue lanzado en Japón el 10 de septiembre de 2011. Todas las novelas están escritas por Yashichirō Takahashi y las ilustraciones en blanco y negro están hechas por Noizi Ito. Las novelas están imprentas bajo el sello de Dengeki Bunko, editadas por MediaWorks. El primer volumen fue lanzado en Japón el 10 de noviembre de 2002.

### Manga
Hecho por el mangaka Ayato Sasakura, empezó a publicarse en el Dengeki Daioh mensual desde el 1 de febrero de 2005. VIZ licenció el manga para el mercado americano. Sacó el primer volumen del manga el 17 de abril de 2007.
Otro manga, por Shi-Kiya, basado en los eventos de la décima novela también está en trabajo.

### Anime
Una versión anime, dirigido por Takashi Watanabe, se estrenó en Japón el 5 de octubre de 2005 y finalizó el 22 de marzo de 2006 contando con veinticuatro episodios. El anime se produjo por el estudio de animación japonesa J.C.Staff. La serie ha sido autorizada para su distribución en Norteamérica por Geneon, y el primer DVD de la serie se lanzó el 5 de septiembre de 2006. Una segunda temporada del anime se estrenó en Japón el 4 de octubre de 2007 y finalizó el 27 de marzo de 2008, con el nombre de Shakugan no Shana Second.
Además de la primera temporada, se sacaron otros dos episodios: Shakugan no Shanatan (灼眼のシャナたん?) y Shakugan no Shanatan: Returns (灼眼のシャナたんりたーんず?). Son pequeños cortos cómicos que parodian algunas escenas de la serie. Aquí Shana aparece al estilo chibi. también se realizó otro corto más: Itadaki no Hecatetan (頂のヘカテーたん?) del mismo estilo que las anteriores, agregando esta vez a Hecate como chibi. El cuarto especial titulado Banjō no Carmel-san (バンジョウのカルメルさん Banjō no Karumeru-san?) muestra cortas escenas de Whilhelmina.
También se agregó el OVA: Shakugan no Shana Tokubetsuhen: Koi to Onsen no Kougai Gakushuu! (¡Clase de amor y fuentes termales fuera del instituto!?), que fue puesto entre los capítulos 13-14, siendo este el 13.5, aunque este episodio no fue transmitido en televisión.
Una serie de OVA de cuatro episodios titulada Shakugan no Shana S se produjo entre el 23 de octubre de 2009 y 29 de septiembre de 2010. La tercera y última temporada titulada Shakugan no Shana III Final comenzó a transmitirse el 7 de octubre de 2011 y finalizó el 23 de marzo de 2012 con su vigésimo cuarto y último episodio.
La primera temporada de la serie está licenciada en México bajo la distribución de Alter Films.

### Película
Se publicó una adaptación animada bajo el nombre "Gekijouban Shakugan no Shana", la cual, resume los acontecimientos de la primera temporada del anime e incluye algunos eventos que no se adaptaron del manga a la serie. Se estrenó en cines japoneses el 21 de abril de 2007 como una de las tres películas transmitidas durante el festival de películas de Dengeki Bunko 2007 Movie Festival. Fue dirigida por Takashi Watanabe. Se lanzó a la venta una versión en DVD el 21 de septiembre de 2007, mientras que su versión en Blu-ray fue publicada el 27 de julio de 2011.